# Stemmbrett
Das Stemmbrett ist ein Brett aus Holz, Plastik oder kohlenstofffaserverstärktem Kunststoff, an dem sich im Ruder- und Kanusport die Sportler mit den Füßen abstoßen oder abstützen.

## Rudersport

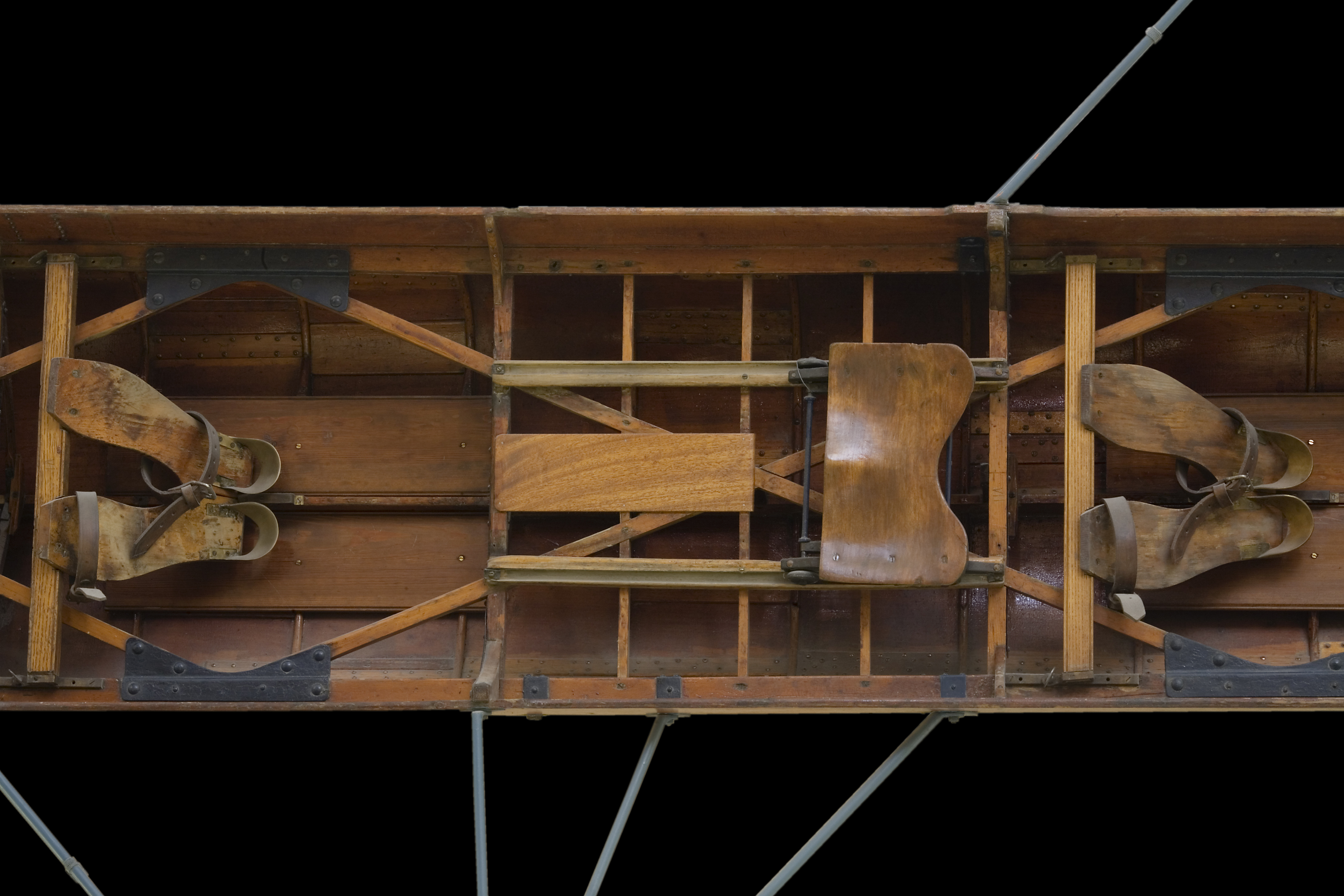
Blick in ein altes Ruderboot: Links ist das Stemmbrett zu sehen, in der Mitte ein Rollsitz auf Rollschienen, rechts ein weiteres Stemmbrett des nächsten Ruderplatzes.

In Sportruderbooten ist das Stemmbrett vor den Rollschienen des Rollsitzes am Bootsrumpf befestigt. Der Ruderer sitzt auf dem beweglichen Rollsitz und ist mit seinen Füßen am Stemmbrett fixiert. In der Wasserphase des Ruderschlages stößt er sich vom Stemmbrett ab und bewegt seinen Körper auf dem Rollsitz zum Bug des Ruderbootes. Das Ruderblatt ist dabei im Wasser verankert und das Ruderboot wird beschleunigt. In der Überwasserphase zieht der Ruderer sich durch das Anwinkeln seiner Beine am Stemmbrett wieder zurück in die Auslage für den nächsten Ruderschlag.
Im Idealfall sollte das Stemmbrett in einem Winkel von etwa 40° bis 45° zum Kiel stehen. Dies ermöglicht eine bestmögliche Kraftübertragung ins Boot. Jeder Ruderer kann die Position seines Stemmbretts entlang der Längsachse des Bootes auf seine individuelle Körperhöhe und -proportionen anpassen.

### Rennboote
Zusätzlich zur Größeneinstellung des Stemmbrettes ist in Rennruderbooten meist auch der Stemmbrettwinkel und die Höhe der Fußposition an den Ruderer individuell anpassbar. Damit wird vor allem Feinheiten der Anatomie der Beine sowie individuellen Ruderstilen Rechnung getragen.
In Rennruderbooten ist auf dem Stemmbrett ein Paar spezieller Schuhe befestigt, die dem Ruderer einen besseren Halt im Boot gewähren. Die Befestigung der Schuhe am Stemmbrett setzt etwa unter den Fußballen an, so dass die Fersen mit den Schuhen vom Stemmbrett angehoben werden können. Diese Konstruktion ist für die korrekte Ausführung der Ruderbewegung notwendig. Um im Falle einer Kenterung schnell aus den Schuhen zu kommen, schränken sogenannte Kenterbänder zwischen den Fersenenden der Schuhe und dem Stemmbrett die Bewegungsfreiheit der Schuhe auf ein notwendiges Maß ein. Ruderschuhe werden heutzutage außerdem mit Klettverschlüssen angefertigt, die über eine Reißleine mit einem schnellen Griff zu öffnen sind. In der Vergangenheit waren aber auch Ruderschuhe häufig mit Schnürsenkeln ausgestattet.
In den Regelwerken für Ruderregatten wie den Ruderwettkampf-Regeln (RWR) des Deutschen Ruderverbands wird vorgeschrieben, dass ein Ausstieg aus den Schuhen ohne fremde Hilfe und ohne Einsatz der Hände in kürzester Zeit möglich sein muss. Auf Regatten wird deshalb von Kampfrichtern die technisch einwandfreie Funktionsweise der Stemmbretter überprüft (Kenterbänder und Klettverschluss-Reißleinen) und bei Mängeln der Stemmbretter ein Startverbot gegen die komplette Mannschaft ausgesprochen.
In einigen Bootsklassen ohne Steuermann (zum Beispiel Zweier ohne Steuermann, Vierer ohne Steuermann und Doppelvierer) befindet sich am rechten oder linken Schuh eines Ruderers ein sogenanntes Fußsteuer, das über Steuerleinen mit dem Steuerruder verbunden ist. Damit ist das Ruderboot durch die Drehung des Fußes steuerbar, wenngleich diese Steuerung einige Erfahrung beim steuernden Ruderer erfordert. Meist wird das Fußsteuer am Ruderplatz des Schlagmannes eingebaut.

### Gig-Boote
Auch in Gigbooten ist das Stemmbrett an die Körperhöhe des Ruderers anpassbar. Stemmbrettwinkel und -höhe können aus Gründen der Einfachheit meist nicht verändert werden, sondern sind zum Teil auf feste Werte genormt. Anstelle fest eingebauter Schuhe steigt der Ruderer mit Turnschuhen oder barfuß ins Boot. Die Fixierung am Stemmbrett erfolgt mithilfe von Fersenkappen und Lederriemen am Vorderfuß.

## Kanusport

### Freizeitsport
Im Kajak befindet sich das Stemmbrett unter Deck. Es ist entweder an Halterungen an der Seite oder auf einer Aluminiumschiene am Boden des Bootes befestigt. Die Position des Stemmbretts kann an die Beinlänge des Paddlers angepasst werden. Durch das Abstützen am Stemmbrett bekommt man besseren Halt im Boot und sitzt besser. Das Paddeln und Steuern des Bootes wird dadurch einfacher. Bei Booten, die eine Steueranlage haben, sind die Pedale am Stemmbrett befestigt. Bei Zweier-Kajaks im Wandersportbereich sind die Pedale am Stemmbrett des hinten sitzenden Paddlers befestigt.

### Kanurennsport
In jedem Rennkajak sind ebenfalls verstellbare Stemmbretter vorhanden. Im Gegensatz zum Freizeitsport sind sie im Rennsport auch unerlässlich, denn ohne Stemmbrett kann der Paddler nicht die gesamte Kraft zum Vortrieb des Bootes aufbringen. Um die Kraftübertragung auf das Boot zu optimieren, befindet sich vor dem Stemmbrett meist noch eine sogenannte Rolle, ein Metallstab mit Schaumstoffummantelung, wodurch mit den Füßen nicht nur gegen das Stemmbrett gedrückt, sondern auch Zug ausgeübt werden kann. Im Gegensatz zum Freizeitsport wird ein Rennkajak allerdings immer vom Vordermann gesteuert.

### Wildwassersport
Im Wildwassersport werden statt Stemmbrettern häufig sogenannte Prallplatten verwendet. Da im Wildwassersport teilweise heftige Kräfte auf das Boot wirken (beim Befahren von Stufen oder Wehren, beim Anprall an Felsen etc.), verhindern Prallplatten, dass die Füße des Paddlers vom Stemmbrett rutschen oder er sich gar daran verletzt. Außerdem erzielt man damit einen optimalen Halt im Boot, was wichtig ist, um das Boot im Wildwasser zu steuern oder zu kanten.